# 極地戰嚎3：血龍
《極地戰嚎3：血龍》是一款2013年發行的動作冒險第一人稱射擊遊戲，由育碧蒙特婁開發、育碧發行於PlayStation 3、Microsoft Windows和Xbox 360平台。此遊戲是《孤岛惊魂3》的资料片，也是孤岛惊魂系列第八部作品。故事發生在一個開放世界的島嶼上。玩家將扮演改造人雷克斯‧寇特中士在島上探索。資料片總體沿用了《極地戰嚎3》的遊戲機制，惟精簡或刪除了主遊戲中的幾個系統，並加入了「血龍」這一要素，這是一種從眼睛發射雷射的巨大恐龍，玩家可以引誘它們攻擊敵方基地。
遊戲的開發在大約六個月內完成。遊戲深受《幽靈賽車手》、《魔鬼終結者》等1980年代複古未來主義動作片的影響，亦借鑑了《激動戰士MAN勃哥》、《攜槍流浪漢》等新電影。遊戲總監迪恩·埃文斯對《攜槍流浪漢》表示欣賞，便主動聯繫了電影導演傑森·艾斯納，並邀請他擔任遊戲的非正式顧問。麥可·賓恩受邀為遊戲主角配音，而澳大利亞合成波二人組威力手套則為遊戲配樂。2021年，遊戲重製版《極地戰嚎3：血龍經典版》登陸PlayStation 4、Microsoft Windows和Xbox One平台。
該遊戲在發布後獲得了普遍好評，評論家及媒體普遍稱讚其遊戲玩法、配樂和1980年代的美學風格，但就作品中的幽默意見兩極。遊戲截至2013年8月售出了100萬份，就育碧而言屬於商業成功。雖然該遊戲沒有續集，但其衍生作品《血龍的試煉》於2016年發布。基於《極地戰嚎3：血龍》製作的動畫劇集《激光鷹隊長：血龍混音》於2023年10月19日在Netflix上映。

## 遊戲玩法
《極地戰嚎3：血龍》是第一人称射击游戏，在遊戲中，玩家將扮演雷克斯‧寇特（Rex "Power" Colt）中士，在一座無名島上使用各類武器與敵人作戰。與主遊戲一樣，玩家可以使用手枪、突击步枪、散彈槍、狙擊步槍等各種槍械，以及手榴弹及炸藥殺死對手。玩家也可以利用隱身避開敵人，擲骰子分散敵人的注意力，或是利用大刀無聲擊殺敵人，也可以使用雷克斯的生化眼追蹤敵人。該遊戲具有簡易的角色等級系統，當玩家擊殺敵人及動物或完成任務，就可以獲得經驗值，當取得足夠的經驗值，就會自動解鎖新技能，並增加生命值及防禦力。遊戲剛開始時，《極地戰嚎3》結尾取得的大部分技能都已解鎖，例如在水下無限期游泳、不會受到墜落傷害以及連續擊倒等。
該島是開放世界，大小約為《極地戰嚎3》的一半，玩家可以在上面狩獵野生動物，完成支線任務以解鎖新的武器升級和配件，並解放敵人的基地。這座島上居住著血龍及各種動物，例如生化鯊魚、惡魔山羊及變異食火雞等12種變異動物。血龍看不見任何東西，但他們可以用眼睛發射雷射攻擊且利用嗅覺捕食。玩家殺死敵人後可以拿取他們的心臟，而血龍會被心臟吸引；因此玩家可將心臟丟到敵人或動物附近，引誘血龍攻擊他們，從而降低戰鬥難度。血龍的身上充滿了霓虹燈，霓虹燈的顏色反映了他們的狀態，綠色代表牠們很冷靜，黃色代表牠們小心翼翼，紅色則代表牠們已經開始進攻。遊戲中共有13座基地，玩家可以選擇潛行或強行進攻，或是投擲心臟吸引血龍攻擊基地裡的敵人。攻下這些基地後，玩家將會獲得大量的經驗值並解鎖快速旅行傳送點。玩家可以徒步或駕駛汽車、滑翔翼、船探索世界。在這座島上，玩家可在世界各地收集VHS磁帶和CRT電視。

## 劇情

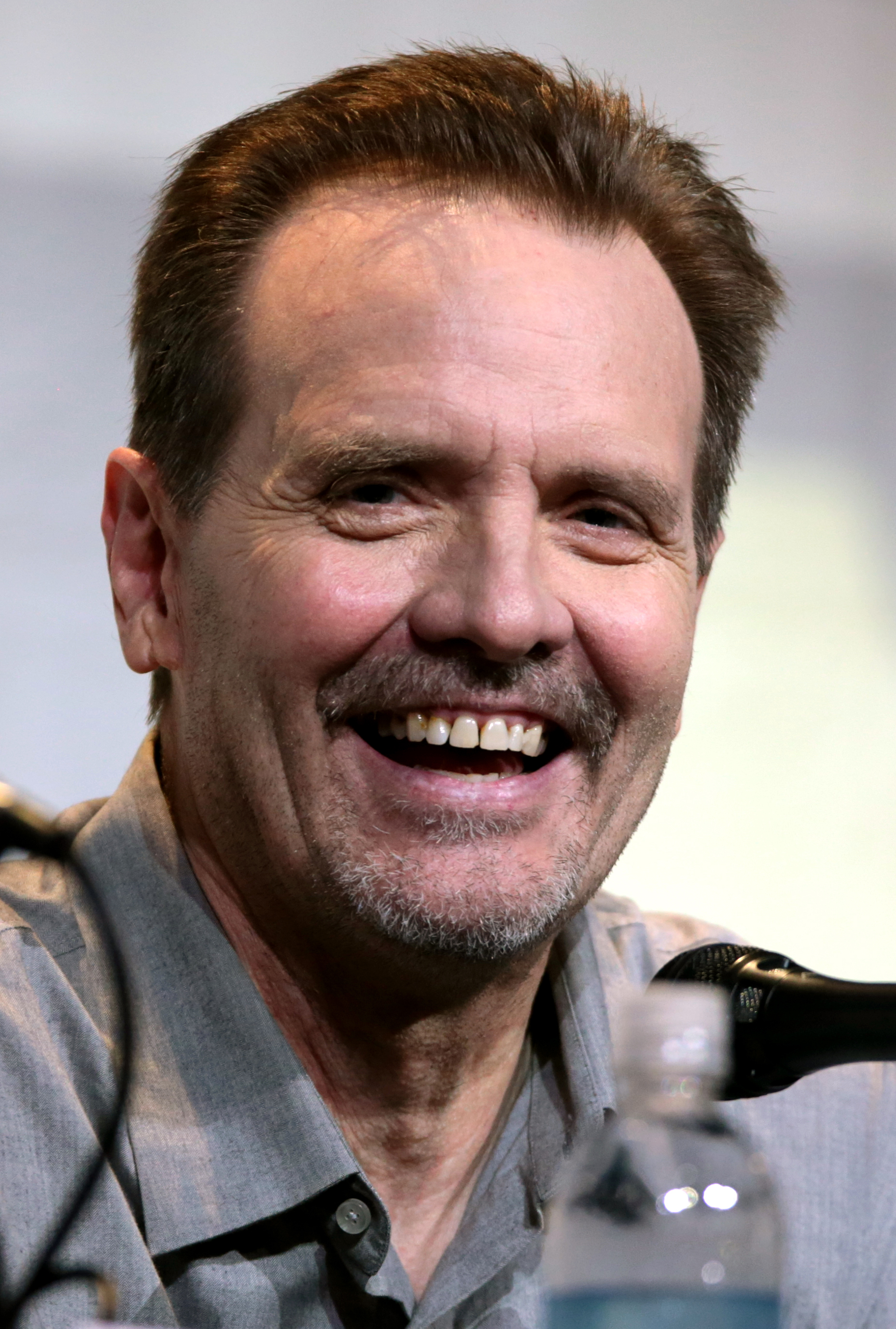
麥可·賓恩為遊戲主角雷克斯·寇特（Rex "Power" Colt）中士配音

《極地戰嚎3：血龍》的故事設定在一座虛構的島嶼上。2007年，肆虐了數個世代的東西方之爭仍在持續，十餘年前美國和俄羅斯的核戰造成的創傷還未撫平，玩家必須「拯救女孩，殺死壞人，拯救世界」。其中玩家將扮演雷克斯‧寇特中士（麥可·賓恩飾），一位在核爆中死亡，卻被改造成改造人的突擊隊指揮官。玩家將和另一位名叫T·T·「蜘蛛」布朗（菲爾·拉馬爾飾）的美國機械士兵前往一個無名島調查斯隆上校（丹尼·布蘭科·霍爾飾）。雷克斯和蜘蛛與斯隆上校對峙時，斯隆將雷克斯擊倒並殺死了蜘蛛。
雷克斯被斯隆的助手伊麗莎白·達林博士（格蕾·德萊爾飾）叫醒，達林對斯隆的目標感到失望並背叛了他。雷克斯與達林聯手推翻了斯隆的計劃。隨後達林用火箭將世界恢復到史前時代，並自我注射了可強化能力的「血龍」血液。在解放了基地，拯救了科學家和殺死動物之後，雷克斯與斯隆的另一位助手卡萊爾博士（羅賓·亞金·道恩斯飾）展開了戰鬥，卡萊爾博士利用血龍的血液將人類變成了被稱為「行屍走肉」的類似殭屍的生物。在與卡萊爾博士的士兵和血龍戰鬥後，卡萊爾博士被他自己的人工智能殺死，它受到了虐待並出於報復而殺死了卡萊爾。
之後，雷克斯進入了另一個平行維度，與斯隆上校的軍團戰鬥。擊敗他們後，雷克斯獲得了「殺戮之星」，這是一把安裝在手臂上的雷射槍，可以讓他以自己的生命為代價擊敗斯隆。隨後，雷克斯和達林發生了性行為，第二天早上達林就被綁架了。隨後，雷克斯使用殺戮之星和「戰鬥裝甲龍攻擊系統」（B.A.D.A.S.S.）攻擊了斯隆的基地。雷克斯被斯隆上校擊倒在地。
雷克斯在與斯隆對峙時，斯隆改寫了雷克斯的程式，阻止了他的攻擊。但是達林和蜘蛛的記憶讓雷克斯想起了他的人性，於是他用他的機械手臂刺穿了斯隆，並發射了殺戮之星殺死了他。隨後達林出現並告訴雷克斯他成功阻止了斯隆的計劃，然後達林使用基地裡的詭雷摧毀了基地。他們擁抱在一起，看著基地毀滅，最後的畫面中，達林轉頭向後看去，紫色的眼睛中露出凶光。

## 開發與發行

### 開發
《極地戰嚎3：血龍》是《孤岛惊魂3》的资料片，於2013年發布。當時，育碧正在嘗試一種新的方式來為其遊戲製作可下載內容，以期吸引新玩家。於是他們首先嘗試了製作《暴君華盛頓》，這是《III》的DLC。《暴君華盛頓》的時間線設定在與《刺客教條III》不同的平行世界。育碧打算在《極地戰嚎3》中延續這種方法，製作與主遊戲故事、角色、整體基調不同的DLC。《極地戰嚎3》遊戲製作人丹·海伊（Dan Hay）告訴製作團隊，他們可以自由開發《極地戰嚎3》的DLC，於是迪恩·埃文斯（Dean Evans）聯繫了他，埃文斯曾參與過《刺客教條III》和《縱橫諜海：斷罪》的製作。他為海伊講述了一款以20世紀80年代的未來作為背景的遊戲，海伊和育碧高管對這個想法感到滿意，並給了埃文斯六個月的時間開發。

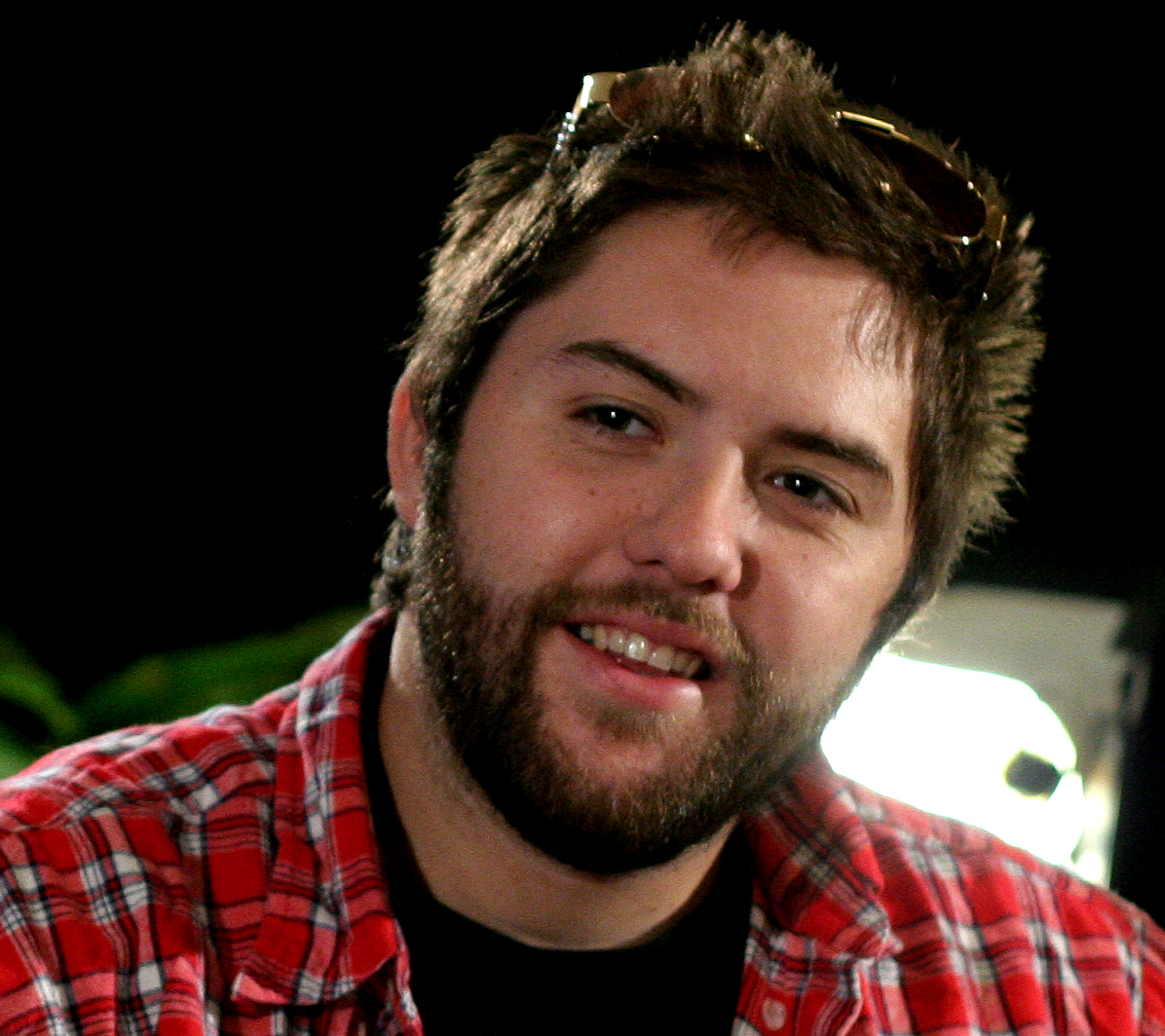
《攜槍流浪漢》的導演傑森·艾斯納，他擔任《極地戰嚎3：血龍》的非正式顧問

該遊戲深受20世紀80年代和90年代初發行的B級片的啟發。由於海伊給了團隊自由去創造一些意想不到的東西，埃文斯利用這個機會「復活了他認為已經被時代遺失的VHS時代美學」。當時，《激動戰士MAN勃哥》和《攜槍流浪漢》等懷舊電影的上映讓他相信《極地戰嚎3：血龍》也會取得類似的成功，因為20世紀80年代的風格在電子遊戲中的代表性不足。埃文斯在看完《攜槍流浪漢》後聯繫了導演傑森·艾斯納，兩人很快地成為朋友，艾森納成為《極地戰嚎3：血龍》的非正式顧問，埃文斯定期向他發送資源和配樂。育碧還請艾森納前往公司的蒙特婁辦公室作客，參與頭腦風暴並審閱遊戲劇本。最初，團隊計劃在《極地戰嚎3：血龍》中加入一場頭目戰，其中雷克斯將使用霰彈槍與《攜槍流浪漢》中的角色「瘟疫」戰鬥。由於遊戲的開發時間有限，這個想法被放棄了。
澳大利亞合成波二人組威力手套為該遊戲製作了音樂。埃文斯在看完了《攜槍流浪漢》後對其配樂印象深刻，於是便經艾森納介紹找到了參與音樂製作的威力手套。埃文斯希望用配樂奠定遊戲的遊戲氛圍和基調，因此音樂在開發早期即已著手製作。概念藝術被發送給威力手套以尋求靈感。威力手套首先創作了《極地戰嚎3：血龍》主題曲、《雷克斯·寇特》主題曲和《歐米茄力量》。原聲帶的製作很順利，團隊很少要求二人修改他們的原聲帶。他們製作的配樂主要是向和《魔鬼終結者》致敬的電子音樂。為了增加復古氛圍，團隊還聘請了《飛狼》的聲音設計師擔任遊戲的音樂總監。
最初，育碧打算聘請扮演主角雷克斯‧寇特中士，之後埃文斯在電影《受害者》的問答環節中遇到了麥可·賓恩。麥可曾飾演《魔鬼終結者》中的凱爾·瑞斯和《異形2》中的德韋恩·希克斯，埃文斯決定聘請他為雷克斯配音。埃文斯聯繫了珍妮佛·布蘭克（賓恩的妻子）安排會面，但麥可此前唯一的電子遊戲配音經歷（為的希克斯配音）很不愉快，因此起初不願同埃文斯會面。但會面後賓恩改變了主意，因為他發現仿20世紀80年代的風格的遊戲很有趣。威力手套將雷克斯·寇特描述為「想想《魔鬼終結者》中的麥可·賓恩吧——如果他是終結者的話」。賓恩將雷克斯描繪成「像一個做了（消滅血龍）100次、1000次的老人」。賓恩還稱，雷克斯對遊戲中發生的事件感到「無聊」和「憤世嫉俗」。 最後，團隊讓賓恩用嘶啞的聲音為雷克斯錄製油嘴滑舌、尖刻的俏皮話。
為了確保遊戲捕捉到20世紀80年代電影的美感，埃文斯每週都會舉辦「機器人之夜」，開發團隊將聚集在一起觀看《機器戰警》、《終極戰士》和《幽靈賽車手》等電影。遊戲中的過場動畫是幻燈片式的16位元動畫。埃文斯還要求團隊設計角色時的預算控制在150美元之內，以鼓勵團隊將「B級科幻電影」中常見的現成物融入到他們的設計中，這導致遊戲中的許多角色看起來像可動人偶。埃文斯表示，團隊對這個「糟糕」的劇本感到自豪，並在活動的宣傳中稱擁有「一維的角色」、「可怕的故事」和「最少的情感」。他還稱《極地戰嚎3：血龍》「不必合乎邏輯」，遊戲的關鍵詞是「愚蠢」、「有趣」和「誠實」。團隊希望這款遊戲能夠喚起玩家小時候玩玩偶的感覺。
由於遊戲的開發週期非常短，因此許多系統（例如技能樹和製作）大幅簡化。埃文斯說，遊戲的本質是「帶著非常大的槍跑來跑去，向機器人的臉射擊，同時試圖避開從眼睛發射激光的龍」。大多數敵人的設計都很簡單，但由於血龍體型龐大，創造血龍對團隊來說是一個挑戰，團隊必須重新考慮島嶼的設計，以確保血龍能夠與環境充分互動，而不會受地形限制。團隊的許多構思最終都未能實現，遊戲原定結局之一是雷克斯吃掉斯隆上校的心臟，變成巨人與一條巨龍戰鬥。與斯隆的頭目戰被過場動畫取代。遊戲曾一度包含快速反應事件，例如「按A表達情緒」和「按A哭泣」等，不過最終被開發團隊移除。

### 發布
2013年3月，《極地戰嚎3：血龍》被列入巴西諮詢評級系統。2013年4月1日，育碧發布了《極地戰嚎3：血龍》的官方預告片，但許多人認為這是玩笑。但當Power Glove將原聲帶中的音樂上傳到SoundCloud時，對遊戲真實性的懷疑得到了進一步的證實。4月8日，該遊戲在Xbox Live Marketplace上登記了遊戲信息。4月9日，由於駭客利用漏洞破解了Uplay的下載服務，導致《極地戰嚎3：血龍》被洩漏，於是育碧暫時關閉了Uplay的PC下載服務，直到漏洞修復為止。
4月11日，育碧正式確認了遊戲的發布日期，並發布了新預告片。該遊戲於2013年4月30日在PlayStation Network上發布，並於2013年5月1日在Windows及Xbox Live Arcade上發布。4月16日，一部名為《血龍：網絡戰爭（Blood Dragon: The Cyber War）》的真人影片發布。該遊戲的封面由詹姆斯·懷特（James White）製作。
《孤岛惊魂6》的季票包括了《極地戰嚎3：血龍》的重製版，於2021年12月16日在PlayStation 4、Windows和Xbox One上發布，2022年7月7日於Google Stadia上發布。

## 評價
| 汇总媒体   | 得分                                    |
| ---------- | --------------------------------------- |
| Metacritic | PC：81/100 PS3：82/100 Xbox 360：80/100 |

| 媒体          | 得分   |
| ------------- | ------ |
| Destructoid   | 7/10   |
| Eurogamer     | 9/10   |
| Game Informer | 8.5/10 |
| GamesRadar+   | [ 36 ] |
| GameSpot      | 8.5/10 |
| IGN           | 8/10   |
| Joystiq       | [ 39 ] |
| PC Gamer英国  | 81/100 |
| Polygon       | 8/10   |

本作在評論匯總網站Metacritic上獲得了總體好評。
遊戲基調、主題的評價褒貶不一。GameSpot的凱文·范奧德（Kevin VanOrd）表示「《極地戰嚎3：血龍》不僅致敬了美好回憶，它本身也是很棒的遊戲」，且「從一開始就很難不被迷住」。IGN的米奇·代爾（Mitch Dyer）則喜歡這款遊戲20世紀80年代的風格，並描述這種體驗「就像進入九歲男孩的腦海中」，「任何心智正常的人都不會創造出像《極地戰嚎3：血龍》這樣荒謬的作品」，並表示「這款滑稽、爆炸性的射擊遊戲繼承了《孤岛惊魂3》槍戰的所有元素，並賦予《極地戰嚎3》的槍戰風趣和誇張的樂趣」。Joystiq的西南·庫巴（Sinan Kubba）則將雷克斯‧寇特中士比作毀滅公爵的主角Duke Nukem，並稱讚育碧成功地「將瘋狂的想法與優雅的寫作相結合」，這是《極地戰嚎3》做不到的。Eurogamer的丹·懷特黑德（Dan Whitehead）則說這款遊戲「自作聰明」且「愚蠢」，並表示遊戲中愚蠢的幽默感有可能讓某些玩家感到不舒服。《Game Informer》的馬特·伯茲（Matt Bertz）則表示「就像它模仿的許多80年代動作片一樣，《極地戰嚎3：血龍》有可能因其粗俗的幽默感和重複的俏皮話而疏遠人們」。Destructoid的吉姆·絲特琳及《PC Gamer》的艾力克斯·威爾特希爾（Alex Wiltshire）亦對遊戲中的幽默點名批評。絲特琳對遊戲中的幽默表示不滿，認為其從「令人感到好笑」到「令人感到尷尬緊張」，因為其重複性太高。而威爾特希爾則表示「儘管它付出了令人難以置信的努力，但它很少引起太多的微笑」。遊戲的配樂廣受好評。過場動畫普遍受到了評論家們的喜愛，儘管代爾認為某些過場動畫太長了。范奧德則將過場動畫與《潛龍諜影》和《異獸王國》等老遊戲比較，他認為《極地戰嚎3：血龍》的過場動畫跟這兩款遊戲很像。
遊戲玩法的評價為普遍正面。大多數評論家都喜歡血龍，它為玩家提供了攻佔基地的額外方法。他們認為血龍與其他敵人的互動引人入勝。一些評論家認為，在遊戲中殺死血龍沒什麼挑戰性。威爾特希爾說他對與血龍戰鬥沒有興趣，懷特黑德認為將血龍當作盟友而不是敵人更有趣。伯茲則不喜歡某些擾亂遊戲節奏的支線任務，認為大多數支線任務重複又無聊。 范奧德和代爾喜歡《極地戰嚎3》中的大部分技能在《極地戰嚎3：血龍》開頭就已解鎖，代爾指出這讓主角雷克斯變得非常強大。許多評論家表示，《極地戰嚎3》的游戏性大於《極地戰嚎3：血龍》。一些評論家對缺乏新的遊戲玩法感到失望，但Polygon的亞瑟·吉斯（Arthur Gies）認為《極地戰嚎3：血龍》由於其較小的尺寸和簡化的系統，使它變得更易於掌控。
該遊戲獲得D.I.C.E.年度可下載遊戲獎提名，並獲得斯派克最佳可下载内容獎。遊戲在兩個月內的銷量超過50萬份，超出了育碧的預期，其也成功也帶動了《極地戰嚎3》的銷量。在Gamescom2013上，育碧首席執行官Yves Guillemot宣布已售出超過100萬份。

## 後續
遊戲總監迪恩·埃文斯（Dean Evans）本來打算製作續集，但《極地戰嚎4》的創意總監亞歷克斯·哈欽森（Alex Hutchinson）後來表示不會有續作。雖然《極地戰嚎3：血龍》沒有續集發布，但有一款與特技摩托賽系列合作的遊戲《血龍的試煉》。該遊戲由RedLynx開發，並由育碧於2016年發行。
據報導，育碧正在與阿迪·尚卡爾合作製作一部名為《激光鷹隊長：血龍混音》的動畫劇集，劇集於2023年10月19日在Netflix上發布。

## 外部連結
- 官方网站
- 莫比游戏上的《極地戰嚎3：血龍》（英文）